# 30-й танковый корпус (СССР)
30-й танковый корпус — оперативно-тактическое соединение (танковый корпус) бронетанковых и механизированных войск РККА СССР во время Великой Отечественной войны.
Сокращённое наименование — 30 тк.

## Наименования
- Особый Уральский Добровольческий танковый корпус имени И. В. Сталина — с 26 февраля 1943 года (при формировании)
- 30-й Уральский добровольческий танковый корпус — с 11 марта 1943 года

## История
Уральский добровольческий танковый корпус был сформирован в феврале — мае 1943 года и оснащён оружием и техникой, изготовленными трудящимися Свердловской, Челябинской и Молотовской (ныне — Пермский край) областей безвозмездным трудом сверх плана и на добровольные взносы. По всему Уралу собрали добровольные пожертвования на сумму свыше 70 миллионов рублей: на боевую технику, вооружение и обмундирование. Формирование началось в феврале 1943 года, когда обращение руководства Челябинской, Молотовской, Свердловской областей и командования Уральского военного округа в Государственный комитет обороны СССР за разрешением на формирование танкового корпуса было одобрено И. В. Сталиным. Всего для формирования корпуса на Урале было собрано и заработано свыше 70 000 000 рублей:стр. 14, на эти деньги было закуплено и изготовлено всё, начиная от танков и заканчивая пуговицами на гимнастёрках бойцов.
Руду для танков добывали на горе Высокой и горе Благодать. Металл для танков выплавили доменщики и сталевары Свердловска, Магнитогорска, Нижнего Тагила, Первоуральска. Металлурги Ревды, Кыштыма, Каменск-Уральского, Кировграда плавили медь и алюминий. Танковые моторы собирали рабочие Челябинского Кировского завода. Одежду танкистам шили из арамильского сукна, обувь на фабрике «Уралобувь». От других заводов Урала танкостроители получали моторы, приборы, орудия, радиостанции.
Специально для Уральского добровольческого танкового корпуса рабочими Златоустовского инструментального комбината было выпущено 3356 финских армейские ножи образца 1940 года («чёрные ножи») c короткими клинками, с чёрными рукоятками и комплектуемые чёрными ножнами.
Пехота, приданная корпусу (танковый десант), экипировалась стальными панцирями-нагрудниками СН-42 (прототипами современных бронежилетов).
Личный состав также набран из трудящихся Урала. В корпус было отобрано 9660 человек из 115 тысяч подавших заявление.
На территории Свердловской области были сформированы:
- штаб корпуса (Свердловск),
- 197-я танковая бригада (Свердловск),
- 88-й отдельный разведывательный мотоциклетный батальон (Свердловск),
- 565-й медико-санитарный взвод (Свердловск),
- 1621-й самоходно-артиллерийский полк (Нижний Тагил),
- 248-й отдельный гвардейский миномётный дивизион («Катюша») (Нижний Тагил),
- 390-й отдельный батальон связи (Алапаевск),
- подразделения 30-й мотострелковой бригады (Дегтярск):
  - управление бригады,
  - 1-й мотострелковый батальон,
  - разведывательная рота,
  - рота управления,
  - миномётный взвод,
  - медико-санитарный взвод.

На территории Молотовской (Пермской) области формировались:
- 243-я танковая бригада (Кунгур),
- 299-й миномётный полк (Пермь),
- 3-й батальон 30-й мотострелковой бригады (Пермь),
- 267-я ремонтная база (Пермь).

В Челябинской области были сформированы:
- 244-я танковая бригада (Челябинск),
- 266-я ремонтная база (Челябинск),
- 743-й сапёрный батальон (Троицк),
- 64-й отдельный бронеавтобатальон (Миасс),
- 36-я рота подвоза ГСМ (Кыштым),
- инженерно-миномётная рота (Челябинск),
- рота автотранспорта (Челябинск)
- подразделения 30-й мотострелковой бригады:
  - 2-й мотострелковый батальон (Златоуст),
  - рота противотанковых ружей (Кыштым),
  - автотранспортная рота (Челябинск),
  - рота технического обеспечения бригады (Кыштым).

1513-й истребительно-противотанковый артиллерийский полк формировался в Коломне, в состав корпуса также вошли 742-й истребительно-противотанковый дивизион, 219-й зенитный артиллерийский полк, 141-я рота химической защиты.
30-й танковый корпус был сформирован за удивительно короткий срок. Приказом Народного Комиссара обороны от 11 марта 1943 года ему было присвоено наименование — 30-й Уральский добровольческий танковый корпус. Командиром корпуса был назначен генерал-майор танковых войск Г. С. Родин, вернувшийся в строй после тяжёлого ранения, начальником штаба — полковник Б. Ф. Еремеев, начальником политотдела — полковник С. М. Куранов, которого вскоре сменил полковник В. М. Шалунов.
1 мая 1943 г. все добровольцы в торжественной обстановке приняли военную присягу и получили боевое оружие. 9 мая 1943 г. в Свердловском театре оперы и балета состоялось торжественное собрание, посвященное проводам добровольческого корпуса на фронт.
2 июня 1943 г. весь корпус ВВТ и боеприпасами были передислоцированы с Урала в Подмосковье, где завершил своё формирование. Среднее звено командного состава было укомплектовано за счёт танковых училищ и КУКС. Сержантский и рядовой состав — добровольцами Урала. Из 8206 человек личного состава корпуса только 536 человек имели опыт военных действий. 123 рядовых и младших командиров, 249 связистов-радистов — были женского пола.
К 10 июня корпус прибыл в Кубинку и передан в состав резерва Ставки ВГК. Вскоре он был включён в 4-ю танковую армию (с марта 1945 года — 4-я гвардейская танковая армия) и с ней убыл на фронт.
На момент отправки на фронт в корпусе имелось: 202 танка Т-34, 7 танков Т-70, 16 самоходно-артиллерийских установок СУ-122, 1028 автомашин, 68 бронеавтомобилей БА-64, 16 орудий калибра 85 мм, 24 орудия калибра 76 мм, 32 орудия калибра 45 мм, 8 реактивных установок БМ-13, 42 миномёта калибра 120 мм, 52 миномёта калибра 82-мм и другое вооружение.
На 17 июля 1943 г. материальная часть 30-го танкового корпуса состояла из 202 танков Т-34-76, 7 танков Т-70, 68 бронемашин БА-64, 16 122-мм самоходных орудий, 12 85-мм орудий, 8 установок М-13, 24 76-мм орудий, 32 45-мм орудий, 16 37-мм орудий, 42 120-мм миномётов и 52 82-мм миномётов.
По приказу Ставки Верховного Главнокомандования 30-й Уральский добровольческий танковый корпус вошёл в состав 4-й танковой армии генерал-лейтенанта танковых войск В. М. Баданова.

### Сражение на северном фасе Курской дуги
12 июля 1943 года начались бои под Прохоровкой. 30-му УДТК была поставлена задача войти в прорыв на участке фронта 11-й гв. армии. Орловский северный выступ — одно из основных направлений боевых действий 30-го УДТК. Уральский добровольческий танковый корпус имел задачу: наступая из района Середичи на юг, перерезать коммуникацию противника Болхов — Хотынец, выйти в район села Злынь, а в дальнейшем перерезать железную и шоссейную дороги Орёл — Брянск, отрезать пути отхода орловской группировки противника на запад. В ходе наступления танкисты, начатого 26 июля, вышли на рубеж реки Орс.
- 243-й Пермской танковой бригаде с 30-й мсбр предстояло наступать в направлении реки Нгурь с её пересечением.
- 197-й Свердловской танковой бригаде наступать левее в сторону Однощёкино и Масальской;
- 244-й Челябинской танковой бригаде обеспечивать резерв наступления.

Первый рубеж обороны вермахта проходил по реке Орс, прикрывавшийся артиллерийско-пулемётным огнём. Второй рубеж на реке Нугрь, прикрывался отсечными позициями, противотанковыми рвами. Третий рубеж находился на реке Моховица.
Первый бой корпус принял 27 июля 1943 года во второй фазе Курской битвы — в Орловской наступательной операции. Утром 27 июля автоматчики Свердловской бригады переправились через реку Орс. К утру 29 июля основные силы корпуса, преодолевая сопротивление противника, пересекли реку. Вечером 29 июля танкисты также начали форсировать Нугрь под налётами вражеской авиации. Об ожесточении боёв живописует записка, найденная в стволе пистолета ТТ, оставленная сгоревшим экипажем танка «Челябинский Пионер» Павла Бучковского:
Жаль, что так рано приходится расставаться с жизнью. Повоевали немного, но успели убить более сотни гитлеровцев. Отомстите за нас, друзья. Прощайте!
30 июля 197-я Свердловская и 243-я Пермская бригады сокрушили оборону южнее деревни Борилово. 244-я Челябинская бригада, тем временем, атаковала в направлении пункта Злынь без авиационной артиллерийской поддержки, без продвижения флангов 11-й гв. армии, во взаимодействии с которой должен был продвигаться УДТК. Оборону держали штурмовые орудия «Фердинанд» и тяжёлые танки Т-6 «Тигр», применялись цельнометаллические пулемётные конструкции «Крабы», минирование полей. За взятие села Злынь, Челябинская бригада получила первую благодарность командования 4-й танковой армией.
17 августа корпус был выведен в тыл для отдыха и пополнения. С конца августа две бригады корпуса участвовали в Брянской наступательной операции. Для восполнения потерь к концу октября 1943 года с Урала прибыло пополнение — около 1 900 новых добровольцев.
| По состоянию на 23 августа 1943 г. в корпусе имелось: - танков Т-34 — 93 ед., из них в ремонте 20 - танков Т-70 — 6, из них в ремонте 2 - автомашин — 891 - бронемашин — 43 - 122-мм САУ — 16, из них в ремонте 8 - 85-мм орудий — 11 - 76-мм орудий — 20 - 45-мм орудий — 27, из них в ремонте 3 - 37-мм орудий — 16 - 120-мм миномётов — 37, из них в ремонте 4 - 82-мм миномётов — 34, из них в ремонте 4 - реактивных установок М-13 — 8 - станковых пулемётов — 4 - ручных пулемётов — 71, из них в ремонте 16 - пулемётов ДШК — 46, из них в ремонте 1 - ПТР — 50, из них в ремонте 15 - винтовок и карабинов — 3704, из них в ремонте 254 - снайперских винтовок — 122, из них в ремонте 25 - ППШ — 2424, из них в ремонте 171 | За весь период боёв по корпусу в целом безвозвратные потери: - танков Т-34 — 77 - танков Т-70 — 1 - автомашин — 50 - бронемашин — 10 - 85-мм орудий — 1 - 76-мм орудий — 1 - 45-мм орудий — 2 - 82-мм миномётов — 3 - станковых пулемётов — 19 - ручных пулемётов — 61 - пулемётов ДШК — 6 - ПТР — 34 - винтовок и карабинов — 248 - снайперских винтовок — 166 - ППШ — 675 |

Потери личного состава:
- имелось к началу боёв — 10849
- убито — 1329
- ранено — 2549
- налицо — 6971

28 августа в 11-й танковый корпус передано 49 танков Т-34, 3 танка Т-70, 4 САУ.

### Брянская операция
2 сентября 1943 г. 2-й батальон 197-й танковой бригады выступил в район юго-западнее деревни Щепятина для поддержки 41-й стрелковой дивизии. 1-й тб 197-й тбр наступал совместно с 1621-м сап в направлении южной окраины села Хотеева, к исходу дня овладев деревней Балымово.
3 сентября 2/197 тбр перенаправили для наступления с 250-й сд на Локоть. К 17:00 батальон вышел на реку Зевра, текущей по направлению к Локоти.
4 сентября 1/197 тбр параллельно наступал на Локоть от села Столбово, получив приказ овладеть Брасово возле Локоти, к концу дня овладев им совместно с частями 1621 сап 30-го тк, 41-й и 250-й сд.
5 сентября 2/197 тбр овладела пгт Локоть. За время боя рассеяно до 2 батальонов пехоты противника, уничтожено 2 танка Т-6, 3 танка Т-4. Батальон потерял 7 танков Т-34.
6 сентября 197 тбр совместно с 250-й и 41 сд овладели сёлами Холмечи и Кокоревка в направлении Трубчевска. Далее преследовали противника к деревням Смелиж и Чухраи.
В дальнейшем части корпуса до 21 сентября занимали оборонительную позицию и не совершали наступательных операций, вели боевую учёбу и ремонт материальной части.
21 сентября 30 мсбр встала в авангарде конно-механизированной группы (КМГ), двигавшейся по маршруту Соколья Слобода — Деремна — Унеча, с задачей овладеть Унечей и наступать на Сураж.
14:00 22 сентября 30 мсбр овладела Воробьёвкой севернее Унечи и ворвалась в сам город Унеча. К 20:00 Унеча была освобождена. Бригада нанесла ущерб противнику убитыми и ранеными 300 солдат и офицеров.
24 сентября после боёв 30 мсбр отведена в Писаревку и Белогорщь. Приказом Верховного Главнокомандующего от 23 сентября 1943 — за образцовое выполнение заданий на фронте, за отличие в боях за г. Унеча 30-й мсбр присвоено наименование «Унечская». Москва салютовала 12-ю залпами из 134 орудий в связи освобждением города.
В дальнейшем 30 мсбр освобождала Клинцы и Новозыбков в составе КМГ. Остальные части корпуса проводили боевую подготовку.
3 октября части УДТК стали сосредотачиваться в районе посёлка Осиновая Горка под Брянском. 30 мсбр располагалась в районе посёлка Свень.

### Преобразование
23 октября по радио в 22:30 было сообщено, что 30-й УДТК преобразован в 10-й гвардейский танковый корпус.
Почти через три месяца после ввода в бой приказом народного комиссара обороны СССР № 306 от 26 октября 1943 года преобразован в 10-й гвардейский Уральский добровольческий танковый корпус. Всем частям корпуса было присвоено наименование «гвардейских». 18 ноября 1943 года частям и соединениям корпуса в торжественной обстановке вручены гвардейские знамёна.
В приказе И. В. Сталина значилось:
За проявленную отвагу в боях за Отечество с немецкими захватчиками, за стойкость, мужество, дисциплину, организованность, за героизм личного состава, преобразовать 30-й Уральский добровольческий танковый корпус в 10-й гвардейский Уральский добровольческий танковый корпус, командир которого генерал-лейтенант танковых войск Родин Г. С.
18 ноября состоялся день приёма гвардейского знамени. Знамя вручил командующий 4-й ТА — гвардии генерал-лейтенант танковых войск В. М. Баданов перед строем всего личного состава корпуса. Личный состав принял клятву гвардейцев.
21 ноября на основании директивы ГШК № орг /3/ 140939 от 29.10 — командирам отдан приказ № 0132 о переименовании соединений и частей корпуса:
- 197 тбр → 61 гв. тбр
- 243 тбр → 62 гв. тбр
- 244 тбр → 63 гв. тбр
- 30 мсбр → 29 гв. мсбр
- 1621 сап → 356 гв. сап
- 1513 иптап → 357 гв. иптап
- 219 зенап → 359 гв. зенап
- 299 минп → 299 гв. минп
- 742 иптадн → 62 гв. иптадн
- 743 сапб → 131 гв. сапб
- 390 обс → 152 гв. обс
- 88 мцб → 7 гв. мцб

## Командование корпуса

### Командиры корпуса
- Соколов, Вадим Ильич (26.02.1943 — 27.03.1943), полковник;
- Родин, Георгий Семёнович (28.03.1943 — 23.10.1943), генерал-майор танковых войск, с 7.06.1943 генерал-лейтенант танковых войск[6]

### Заместитель командира корпуса по политической части
- Шалунов Василий Михайлович (06.04.1943 — 23.10.1943), полковник[7]

### Начальники штаба корпуса
- Еремеев, Борис Романович (07.05.1943 — 21.09.1943), полковник
- Фомичёв, Михаил Георгиевич (07.05.1943 — 21.09.1943), подполковник

### Заместитель командира корпуса по технической части
- Ляпишев, Владимир Михайлович

## Память

Памятники
Памятник воинам Уральского добровольческого танкового корпуса на Привокзальной площади Екатеринбурга
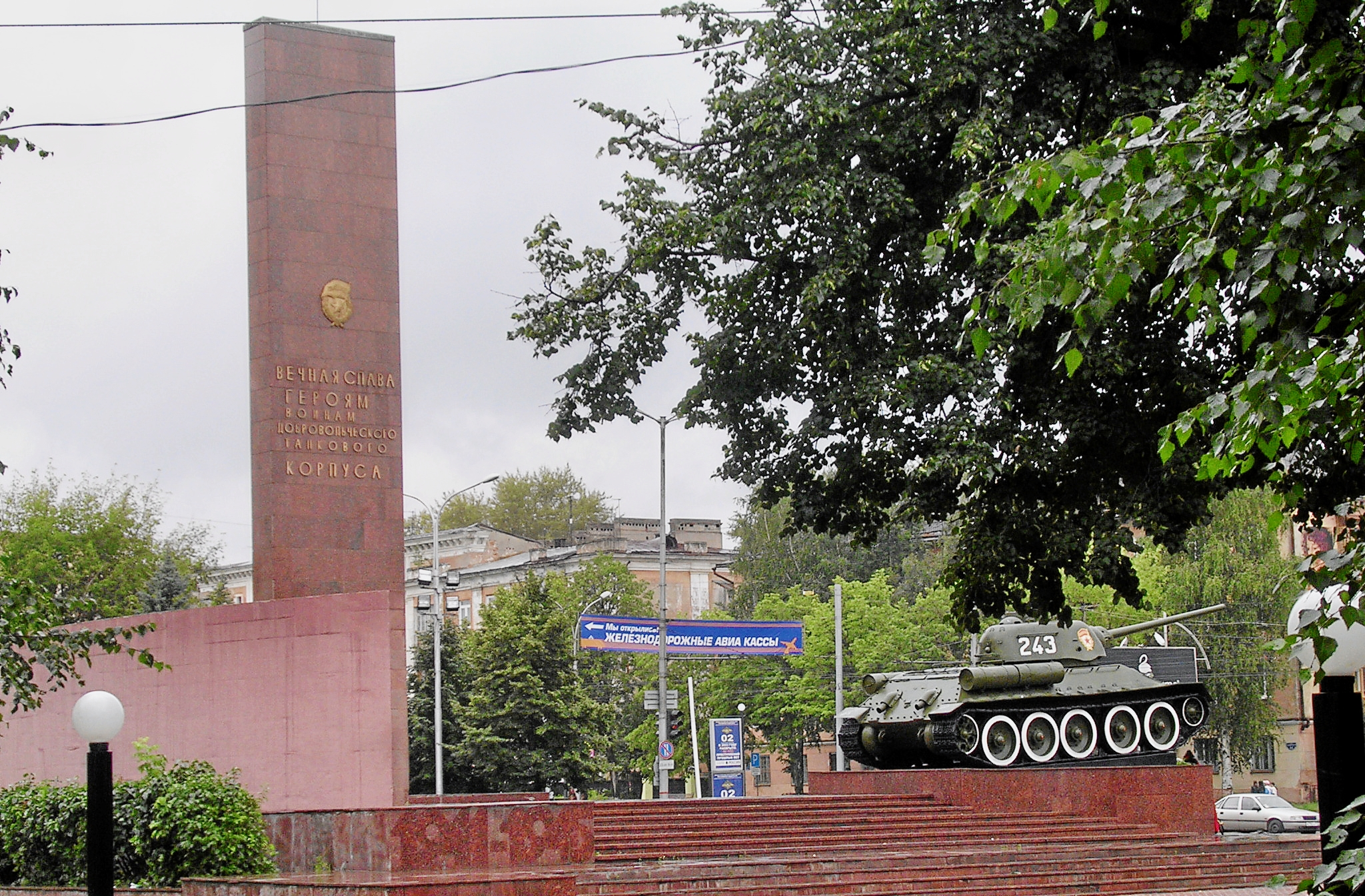
Памятник Уральскому добровольческому танковому корпусу в Перми
Памятник добровольцам-танкистам в Челябинске
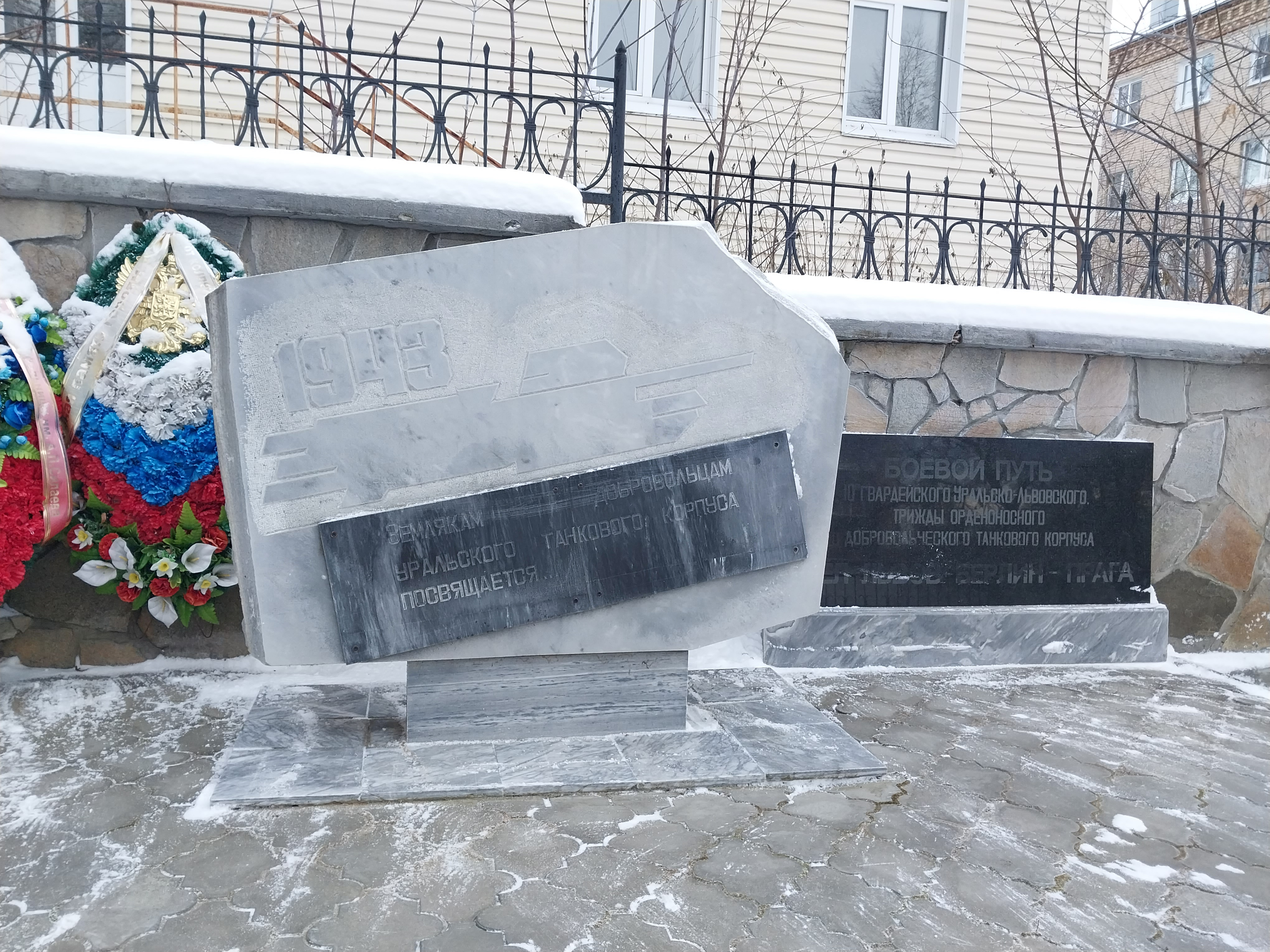
Памятник танкистам-добровольцам в Кыштыме

## В литературе
С момента формирования корпуса и до конца войны в нём служил фронтовым корреспондентом корпусной газеты «Доброволец» будущий писатель С. Н. Самсонов, который в своём фронтовом дневнике «В боях за Родину» и художественных книгах, в том числе в повести «Танк „Пионер“», отразил боевой путь корпуса.